# Rinaldo Franci

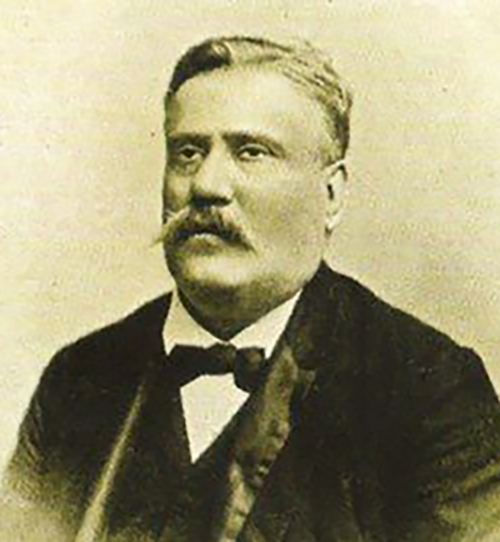
Rinaldo Franci

Rinaldo Franci (Siena, 25 ottobre 1852 – Siena, 1907) è stato un compositore e violinista italiano.

## Biografia
Della sua vita si sa pochissimo. Arnaldo Bonaventura lo dice allievo di Giovanni Bizzarri, mentre Maura Martellucci lo dice bambino prodigio, allievo anche di Rinaldo Ticci, a sette anni già in grado di suonare ballabili. Rinaldo Morrocchi, nel 1886, lo dice eccezionale violinista concertista. Si sa di sue tournée violinistiche in Europa (1886), Argentina (1887) e negli Stati Uniti, oltre che della sua continuativa collaborazione con i teatri senesi: Martellucci dice che un suo recital al Teatro dei Rozzi nel 1888 ebbe un successo tale da rendere Franci una sorta di idolo cittadino e non solo (si dice che abbia destato l'ammirazione anche di Pietro Mascagni). Promosse società cameristiche e divenne direttore della Banda Municipale senese, e della scuola annessa, nel 1895: la scuola rappresentò il primo nucleo di ciò che poi è diventato l'odierno Conservatorio Statale che porta il suo nome. Pare abbia diretto per alcuni anni anche il Conservatorio di Lucca. La morte lo colpì improvvisamente nel 1907.

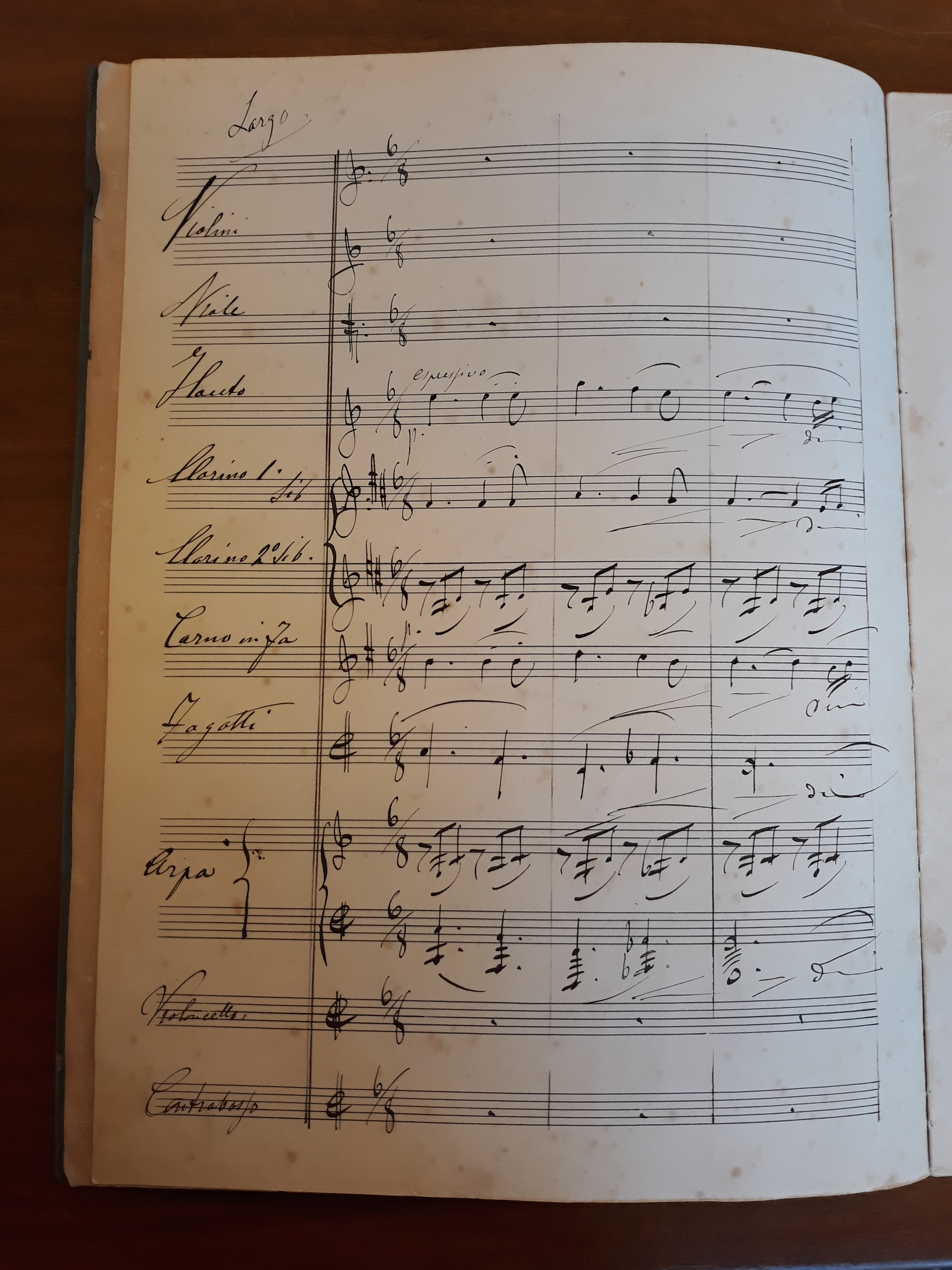
Romanza di anonimo trascritta per banda da Rinaldo Franci

## Opere e fonti
L'Ufficio Ricerca Fondi Musicali (URFM) registra un solo manoscritto attribuito a Franci, una marcia sabauda alla Biblioteca Reale di Torino. Anche Sergio Balestracci rintraccia poche opere manoscritte di Franci nell'Archivio dell'Opera del Duomo senese. Alcuni suoi autografi (del Momento musicale per archi op. 33, della Canzone del montanaro e anche alcune trascrizioni di musiche di altri effettuate da Franci per la Banda Municipale) risultano confluiti nella collezione musicale di Torquato Ricci (che fu uno strumentista di Franci nella Banda Municipale), giunta alla Biblioteca degli Intronati di Siena nel 1930. Ricci collezionò anche molte stampe da lucido manoscritto di Franci (almeno una trentina), edite soprattutto da Adolfo Lapini e Luigi Sciabilli di Firenze. È in forma stampata che, infatti, ci è pervenuta la maggior parte della musica di Franci. Oltre che con Lapini e Sciabilli, ebbe ottimi rapporti con altri editori fiorentini, in primis con Genesio Venturini, Alessandro Pigna e Bratti, ma anche con i senesi Lazzeri (detentore della stamperia dei Sordomuti) e Cantagalli, con i torinesi Giudici & Strada, e con i milanesi Carisch, Ricordi, Lucca e Negas. Le prime edizioni milanesi e fiorentine sono soprattutto al Conservatorio di Milano e alla Biblioteca Nazionale Centrale di Firenze, ma molte sono anche a Roma (al Conservatorio e all'Accademia di Santa Cecilia). Copie più rare di musica sacra sono confluite nei posseduti delle parrocchie senesi, oggi all'Archivio Arcivescovile.